# Lévy et Neurdein réunis
Lévy et Neurdein réunis est un studio photographique français.
En 1921, l'imprimeur Émile Crété rachète les entreprises Léon & Lévy et Neurdein créant ainsi la marque Lévy et Neurdein réunis.
Elle est rachetée par la Compagnie des arts photomécaniques (C.A.P.) en 1932, puis leur fonds est repris par l'agence de photographie Roger-Viollet dans les années 1970.

## Galerie

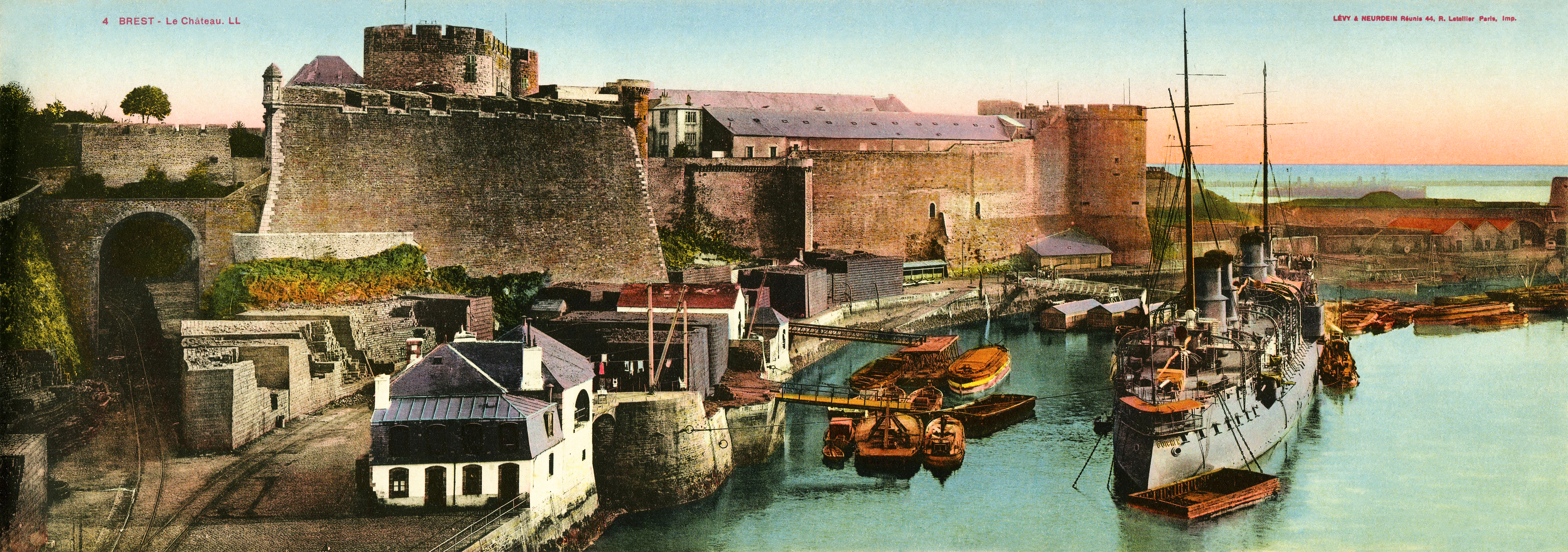
Vue panoramique du château de Brest.